# Studnia Jakuba

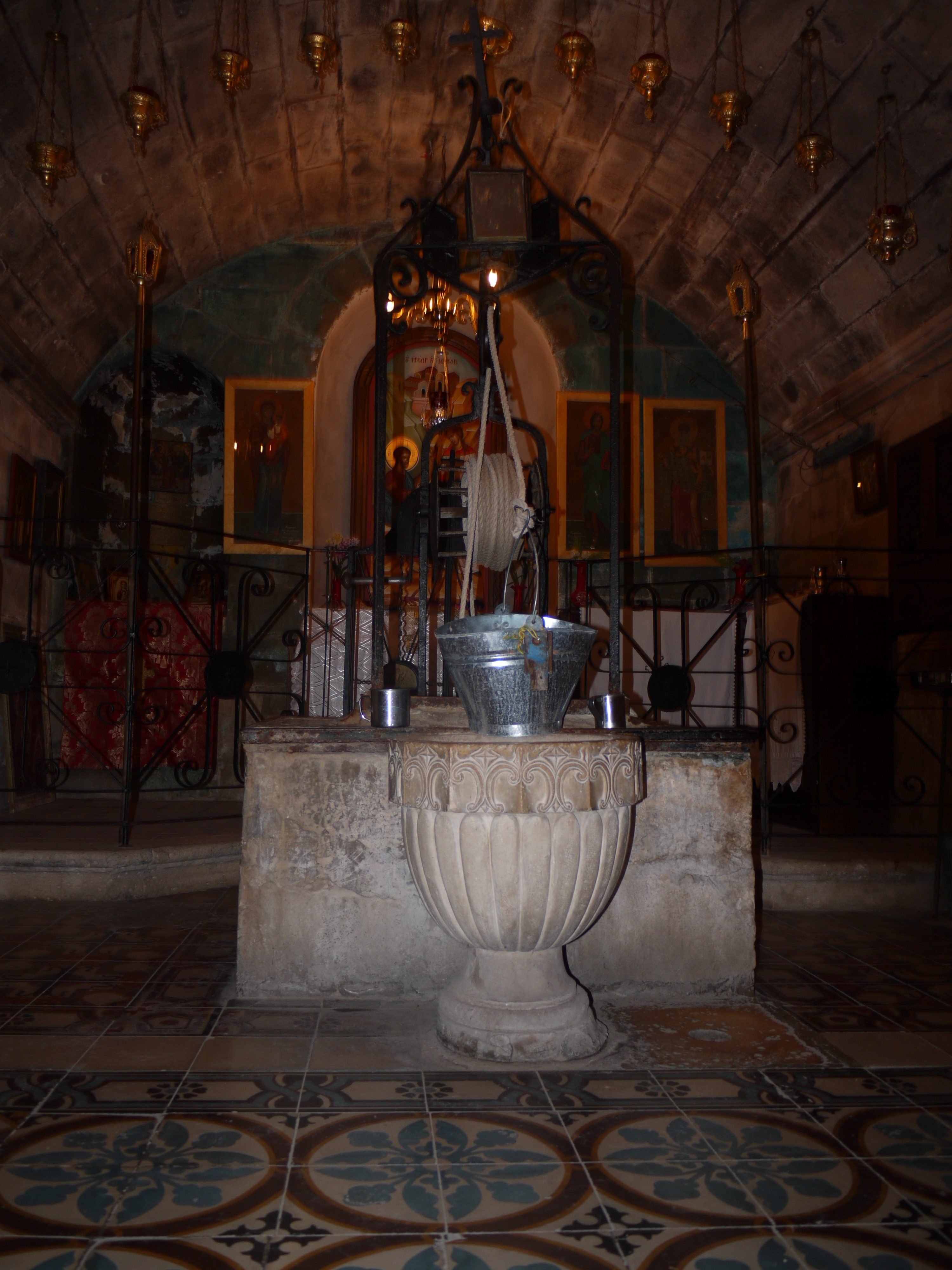
Studnia Jakuba, 2013

Studnia Jakuba (arab. بئر يعقوب, Bi’r Ya‛qūb; hebr. באר יעקב, Be’er Ya’akov) – nowotestamentowe ujęcie wody w pobliżu Sychem (Sychar), gdzie według Ewangelii Jana Jezus rozmawiał z Samarytanką. Pochodzenie nazwy studni nawiązuje do pytania kobiety: Czy Ty jesteś większy od ojca naszego Jakuba, który dał nam tę studnię, z której pił i on sam, i jego synowie i jego bydło? (J 4,6).
Położona w sąsiedztwie Tel Balata zlokalizowanego w pobliżu południowo-zachodniej granicy miasta Nablus, na polu, które według Księgi Rodzaju (Rdz 33,18–19) i Księgi Jozuego (Joz 24,32) nabył Jakub od sychemity Chamora i gdzie został pochowany. Głębokość studni liczy ok. 23 m, a średnica około 2,7 m. Nad zbiornikiem wzniesiono prawosławną cerkiew św. Fotyny (Samarytanki) oraz klasztor, otoczone ogrodem. Poziom wody w studni zależy od pory roku.